# Poolse parlementsverkiezingen 1965

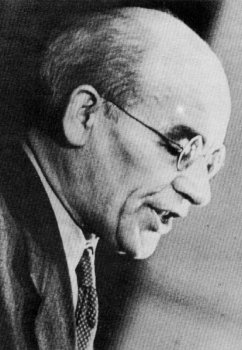
De leider van de communistische partij, Władysław Gomułka.

De Poolse parlementsverkiezingen van 1965 vonden op 30 mei van dat jaar plaats.
De verkiezingen vonden plaats op basis van een eenheidslijst van het door de communistische Poolse Verenigde Arbeiderspartij (PZPR) gedomineerde Front voor Nationale Eenheid (Front Jedności Narodu).

## Uitslag
Bij een opkomst van 96,62% stemde 98,81% op de kandidaten van het Front voor Nationale Eenheid. De uitslag was vrijwel gelijk aan die van 1961.
| Coalitie                        | Partij of groep                  | Stemmen    | %       | Zetels    | Verschil |
| ------------------------------- | -------------------------------- | ---------- | ------- | --------- | -------- |
| Front voor Nationale Eenheid    | Poolse Verenigde Arbeiderspartij | 18.742.152 | 98,81%  | 255 / 460 | 1        |
| Front voor Nationale Eenheid    | Verenigde Boerenpartij           | 18.742.152 | 98,81%  | 117 / 460 | 0        |
| Front voor Nationale Eenheid    | Democratische Partij             | 18.742.152 | 98,81%  | 39 / 460  | 0        |
| Front voor Nationale Eenheid    | Znak                             | 18.742.152 | 98,81%  | 5 / 460   | 0        |
| Front voor Nationale Eenheid    | PAX Vereniging                   | 18.742.152 | 98,81%  | 5 / 460   | 2        |
| Front voor Nationale Eenheid    | Christelijk-Sociale Vereniging   | 18.742.152 | 98,81%  | 3 / 460   | 0        |
| Front voor Nationale Eenheid    | Onafhankelijk                    | 18.742.152 | 98,81%  | 36 / 460  | 1        |
| Totaal                          | Totaal                           | 18.742.152 | 98,34%  | 460       | 0        |
|                                 |                                  |            |         |           |          |
| Geldige stemmen                 |                                  |            |         |           |          |
| Blanco/ ongeldige stemmen       | Blanco/ ongeldige stemmen        |            | 1,19%   |           |          |
| Totaal uitgebrachte stemmen     | Totaal uitgebrachte stemmen      |            | 100,00% |           |          |
| Geregistreerde kiezers/ opkomst | Geregistreerde kiezers/ opkomst  |            | 96,62%  |           |          |
| Bron: W.P.                      |                                  |            |         |           |          |